# برنامج بين
برنامج بين أو برنامج بين مع بين هوفمان (بالإنجليزية: The Ben Show With Ben Hoffman) مسلسل كوميدي أمريكي. عرض على قناة كوميدي سنترال في 28 أغسطس، 2013. من إعداد وتقديم بين هوفمان.

## وصلات خارجية
- برنامج بين على موقع IMDb (الإنجليزية)
- برنامج بين على موقع روتن توميتوز (الإنجليزية)
- برنامج بين على موقع قاعدة بيانات الفيلم (الإنجليزية)